# 杨春时
杨春时（1948年—），汉族，中华人民共和国政治人物、第十一届全国政协委员。
加入中国民主同盟，担任厦门大学人文学院博士生导师。2008年，当选第十一届全国政协委员，代表教育界，分入第四十二组。